# س. رامانان
س. رامانان (انگلیسی: S. Ramanan؛ زادهٔ ۲۰ ژوئیهٔ ۱۹۳۷) دانشمند در زمینه هندسه جبری، moduli spaces، و گروه لی اهل هند است.